# 애비 (영화)
"애비"는 2016년에 개봉한 대한민국의 영화이다.

## 캐스팅
- 조상구 : 덕수 역
- 홍경인 : 찬 역
- 박세진 : 선음 역
- 황금희 : 유리 역
- 김시원 : 요정 회장 역
- 안병경 : 요정 안사장 역
- 김영선 : 지검장 역
- 이화영 : 찬이 담임 역
- 권병준 : 춘남 역
- 문광호 : 문 형사 역
- 강후 : 강후 역
- 최학락 : 택시 운전사 역
- 조준형 : 검찰 수사관 역
- 서주하 : 혜원 역
- 송창현 : 킬러 역
- 남연우 : 어린 덕수 역
- 박가희 : 어린 선음 역
- 해법스님 : 스님 역
- 조유진 : 은채 역
- 김아현 : 덕수 엄마 역
- 장류모 : 덕수 아역 역
- 서승연 : 허찬 아역 역
- 김학성 : 찹쌀떡 장수 역
- 원준 : 두부 장수 역
- 김갑수 : 빨대 선생 역
- 김태우 : 찬이 친구 역
- 이승진 : 어린 왕자 역
- 김정민 : 사막 여우 역
- 최봉섭 : 경찰서장 역
- 전기수 : 교도관 1 역
- 주현 : 교도관 2 역
- 보리 : 누드 스시 역
- 윤민수 : 검사 1 역
- 김민식 : 검사 2 역
- 김희성 : 수사관 역
- 김지수 : 기생 1 역
- 이지은 : 기생 2 역
- 백서은 : 기생 3 역
- 이나이 : 기생 4 역
- 조현진 : 기생 5 역
- 에이미 : 기생 6 역
- 지원 : 기생 7 역
- 김보라 : 가야금 역
- 오상훈 : 양아치 1 역
- 김준혁 : 양아치 2 역
- 오상훈 : 요정직원 1 역
- 서상현 : 요정직원 2 역
- 김영웅 : 안사장 친구 역
- 하윤곤 : 우체부 역
- 오대성 : 경찰 역
- 김아진 : 승용차 여인 역
- 김영미 : 아기 엄마 역